# Ryfors gammelskog
Ryfors gammelskog är ett naturreservat i Mullsjö kommun i Jönköpings län.
Området är skyddat sedan 1991 och är 35 hektar stort. Det är beläget 3 km väster om samhället Mullsjö nära sjön Stråkens strand och består av en urskogslik gammal barrskog. I väster gränsar området till ån Tidan.
I naturreservatet växer tall och gran som är ungefär 150–200 år gamla. Vissa tallar är betydligt äldre. I denna miljö trivs många arter.
Garnlav, ullticka och missne växer i området. Många fågelarter kan ses och höras.
I detta skogsområde finns flera väl upptrampade stigar.
Det är tack vare bruksegendomen Ryfors bruk som gammelskogen uppkommit och bevarats.

## Galleri

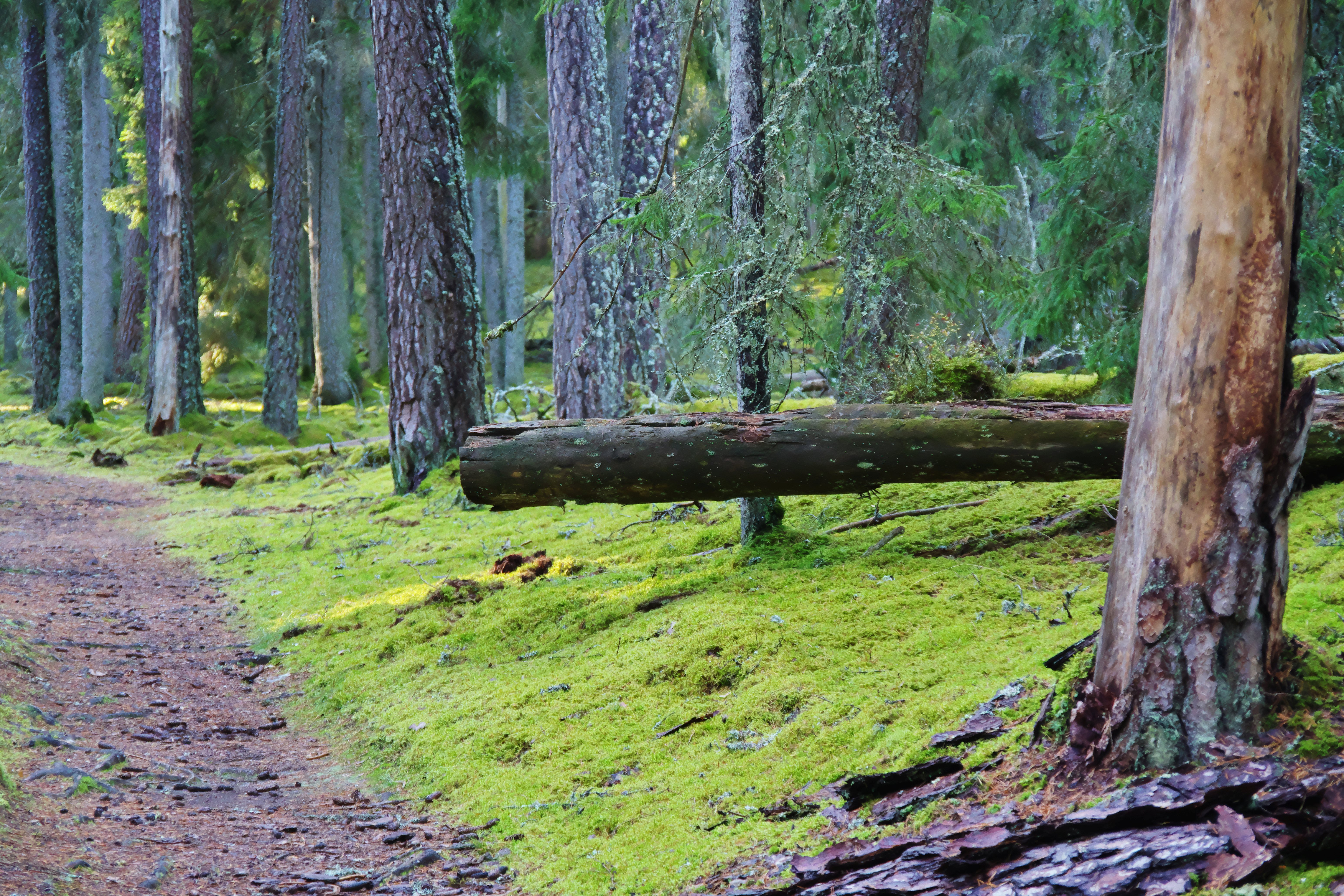
Ryfors gammelskog har god tillgänglighet med lättvandrade ledet.
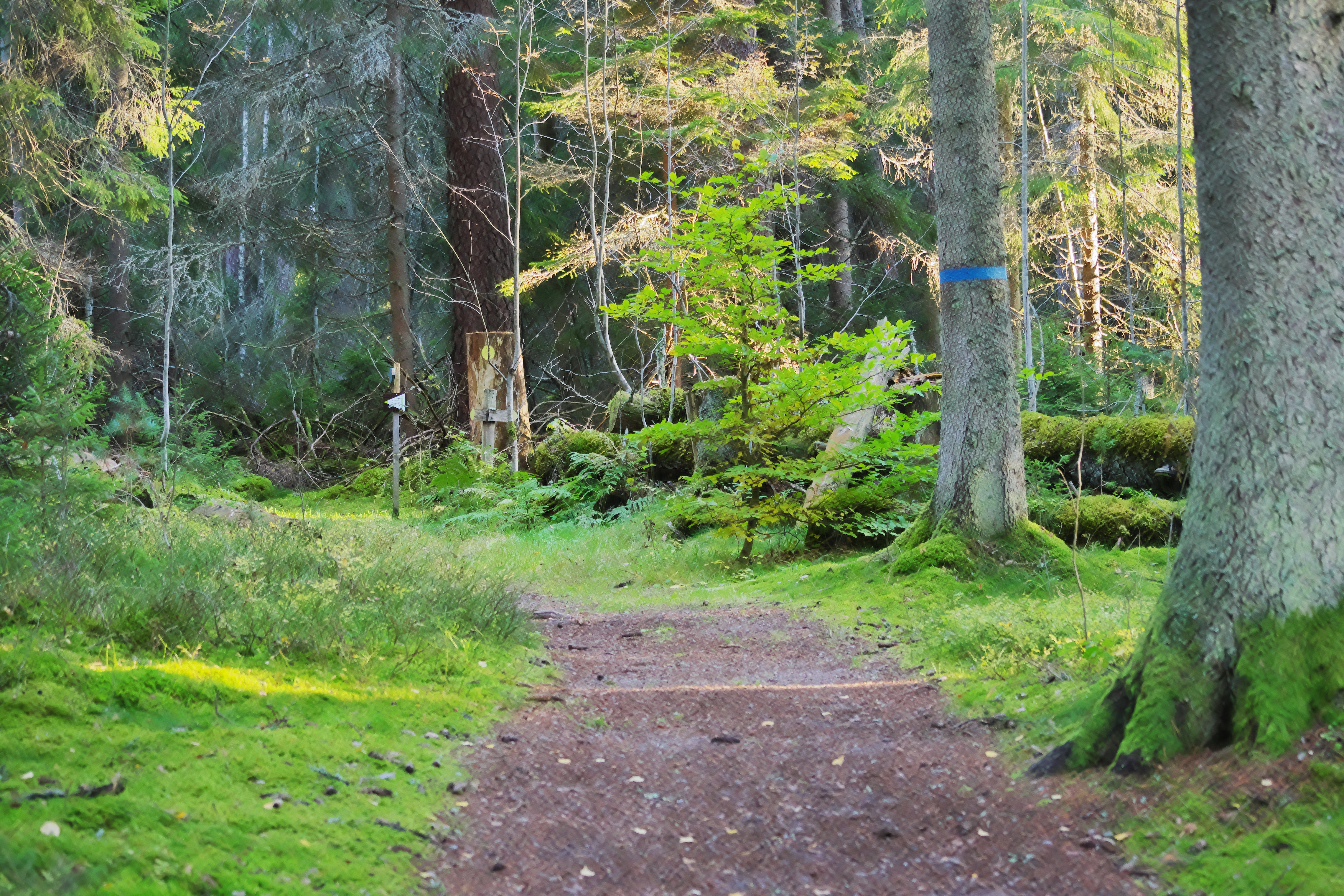
Södra vätterleden, Stråkenleden och Ryforsleden går genom Ryfors gammelskog
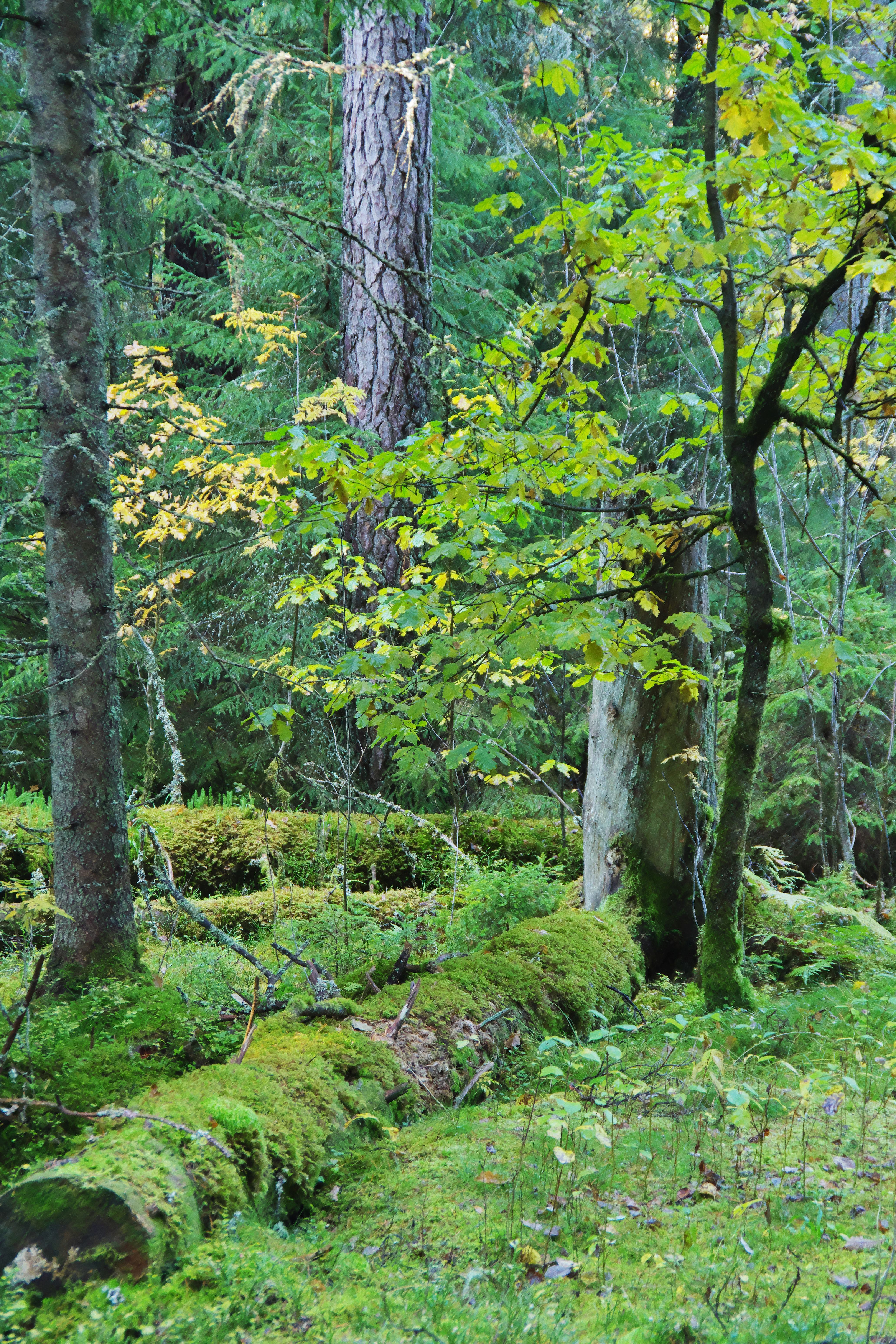
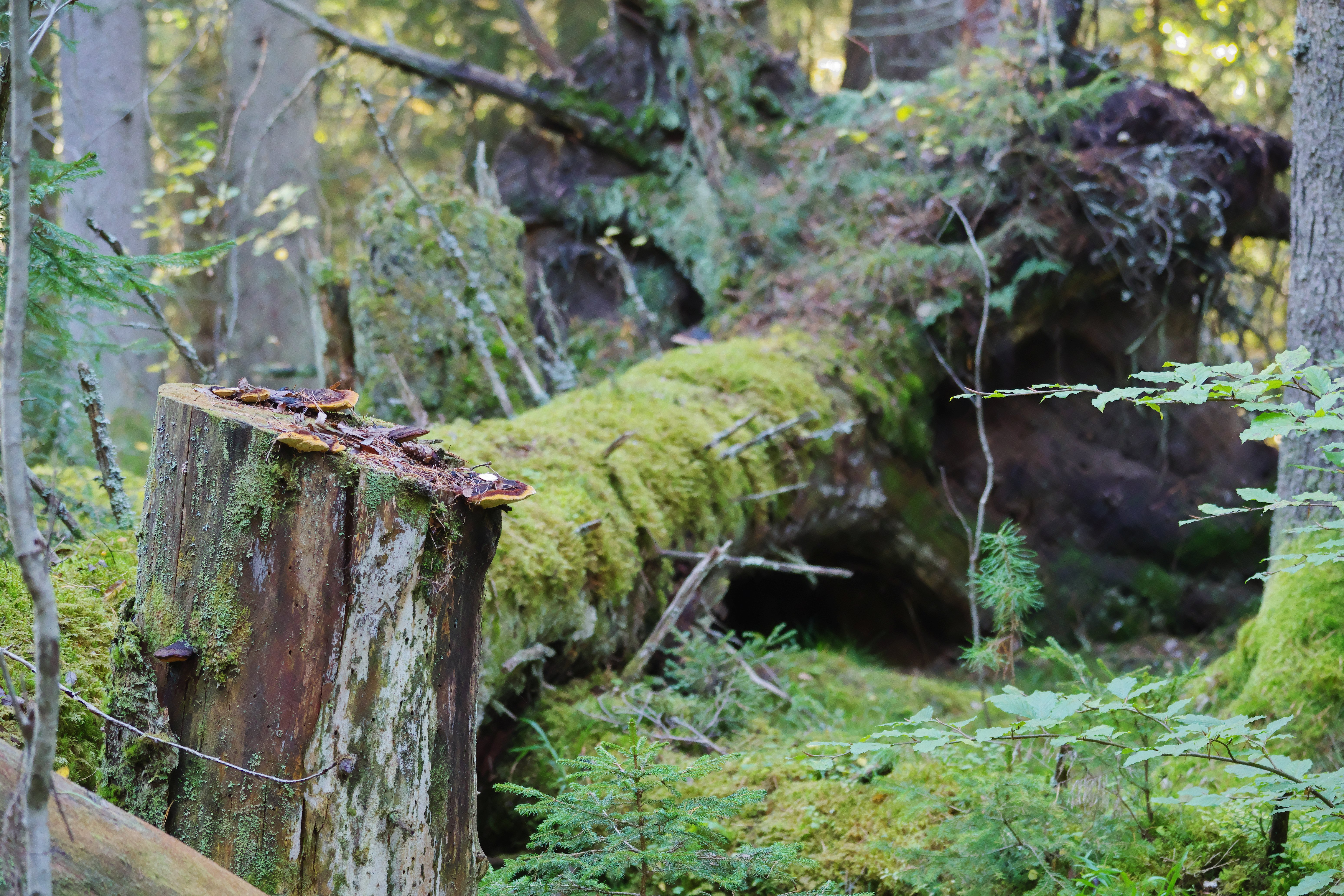
Reservatet har gott om död ved.